# فريدريك فان نيس برادلي
فريدريك فـان نيس برادلي هو بائع ‏ وسياسي أمريكي، ولد في 12 أبريل 1898 في شيكاغو في الولايات المتحدة، وتوفي في 24 مايو 1947 في نيو لندن في الولايات المتحدة. نشط حزبياً في الحزب الجمهوري. وقد انتخب عضو مجلس النواب الأمريكي ‏ (3 يناير 1939 – 24 مايو 1947).